# Compsomelissa angustula
Compsomelissa angustula är en biart som först beskrevs av Cockerell 1934.  Compsomelissa angustula ingår i släktet Compsomelissa och familjen långtungebin. Inga underarter finns listade i Catalogue of Life.